# مسجد باب‌العین
مسجد باب العین مربوط به دوره صفوی - دوره قاجار است و در شهرستان نطنز، بخش امامزاده، دهستان خالدآباد، بخش جنوبی روستای ده‌آباد واقع شده و این اثر در تاریخ ۶ اسفند ۱۳۸۵ با شمارهٔ ثبت ۱۷۴۷۵ به‌عنوان یکی از آثار ملی ایران به ثبت رسیده است.